# Гай Фурій Паціл (консул 412 року до н. е.)
Гай Фу́рій Паці́л (лат. Gaius Furius Pacilus; V століття до н. е.) — політичний і військовий діяч Римської республіки, консул 412 року до н. е.

## Біографічні відомості
Походив з патриціанського роду Фуріїв. Був сином Гай Фурія Паціла Фуза, консула 441 року до н. е.
Відомо, що його було обрано консулом у 412 році до н. е. разом з Квінтом Фабієм Амбустом. Того року в Римі спроба народного трибуна Луція Іцілія політизувати аграрне питання була перервана спалахом моровиці, можливо чуми. Про дії консулів під час їхньої каденції відомостей не залишилося.
З того часу про подальшу долю Гая Фурія Паціла згадок немає. 